# 皮耶里
皮耶里（法語：Pierry，法語發音：[pjɛʁi]）是法国马恩省的一个市镇，位于该省西部，属于埃佩尔奈区。

## 地理
皮耶里（49°1'8"N, 3°56'14"E）面积5.16 平方千米，位于法国大東部大區马恩省，该省份为法国东北部内陆省份，北起阿登省，西北接埃纳省，西南接塞纳-马恩省，南至奥布省，东南接上马恩省，东临默兹省。
与皮耶里接壤的市镇（或旧市镇、城区）包括：埃佩尔奈、舒伊、屈伊、蒙特隆、穆西。

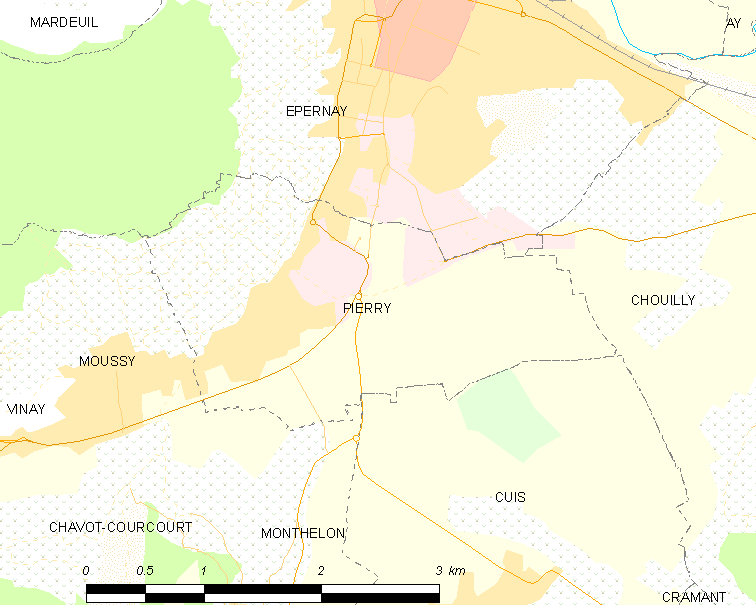
皮耶里的OSM定位图

皮耶里的时区为UTC+01:00、UTC+02:00（夏令时）。

## 行政
皮耶里的邮政编码为51530，INSEE市镇编码为51431。

## 政治
皮耶里所属的省级选区为埃佩尔奈第二县。

## 人口

1962-2008年间皮耶里人口变化图示

皮耶里于2022年1月1日时的人口数量为1254人。